# Orgilus caballus
Orgilus caballus är en stekelart som beskrevs av Chou 1995. Orgilus caballus ingår i släktet Orgilus och familjen bracksteklar. Inga underarter finns listade i Catalogue of Life.